# Tharybis macrophthalma
Tharybis macrophthalma är en kräftdjursart som beskrevs av Georg Ossian Sars 1902. Tharybis macrophthalma ingår i släktet Tharybis och familjen Tharybidae. Arten har ej påträffats i Sverige. Inga underarter finns listade i Catalogue of Life.